# Techno Police 21C
 Techno Police 21C  (テクノポリス21C, Tekunoporisu Nijūisseki) est un film d'animation japonais OAV (sorti directement en vidéo), réalisé par Masashi Matsumoto, sorti en 1982 au Japon.

## Synopsis
Au XXIe siècle, le policier Ken est appelé à rejoindre les forces de l’ordre de Centinel City et se voit associer avec un robot, Blader, comme partenaire dans la lutte contre le crime. Son équipe comprend aussi d’Eleanor et de Gora Kosaka, ainsi que leur robots, Scanny et Vigorus. Alors qu’un groupe mystérieux s’empare d’un prototype de tank automatisé MBT-99A et sème la pagaille dans la ville, l’équipe de Ken se lance à leur poursuite.

## Fiche technique
- Titre :  Techno Police 21C
- Réalisation : Masashi Matsumoto
- Scénario : Yoshimitsu Banno
- Musique : Joe Hisaishi
- Pays d'origine :  Japon
- Année de production : 1982
- Genre : science-fiction, mecha
- Durée : 79 minutes
- Dates de sortie française : non sortie

## Commentaire
Cette anime a fait l’objet de nombreux produits dérivés au Japon.